# Виљногирск
Виљногирск (укр. Вільногірськ) град је Украјини у Дњипропетровској области. Према процени из 2012. у граду је живело 23.748 становника.

## Становништво
Према процени, у граду је 2012. живело 23.748 становника.
| 1979.  | 1989.  | 2001.  | 2012.  |
| ------ | ------ | ------ | ------ |
| 22.626 | 24.620 | 23.782 | 23.748 |